# Marcus Mathisen
Marcus Mathisen (født 27. februar 1996) er en dansk fodboldspiller, der spiller som midterforsvarer for den tyske 2. Bundesliga klub 1. FC Magdeburg.

## Karriere

### FC København
Mathisen trænede i foråret 2015 regelmæssigt med F.C. Københavns førstehold og spillede kampe for klubbens reservehold. Han var i truppen til finalen i DBU Pokalen 2014-15, men kom dog ikke på banen i kampen. Tre dage senere fik han sin førsteholdsdebut, da han erstattede Daniel Amartey i 2-0-nederlaget til FC Midtjylland.
Mathisen blev permanent flyttet op i førsteholdstruppen den 13. juli 2015.

### Halmstads BK
Den 2. august 2016 blev det offentliggjort, at Marcus Mathisen skiftede til den svenske klub Halmstads BK.
Den 20. november 2016 scorede Marcus Mathisen to mål i den afgørende play-off-kamp imod Helsingborg på Olympia, hvormed kampen endte 3-2, som sendte Halmstads BK i Allsvenskan 2017.

### Falkenbergs FF
Den 10. december 2018 kunne det offentliggøres, at Marcus Mathisen skifter til Falkenbergs FF. Her skrev han under på en kontrakt gældende frem til udgangen af 2020.

### IK Sirius
Marcus Mathisen skiftede til IK Sirius i januar 2021, hvor han skrev under på en kontrakt gældende frem til sommeren 2023. Han blev kåret til klubbens bedste spiller i Sirius i både 2021 og 2022.

### SV Wehen-Wiesbaden
Juli 2023 kunne det offentliggøres at Marcus Mathisen skifter til SV Wehen Wiesbaden.

## Titler

### Klub
København
- Superligaen: 2015-16
- DBU Pokalen: 2014-15, 2015-16